# Podbrzezie (gmina)

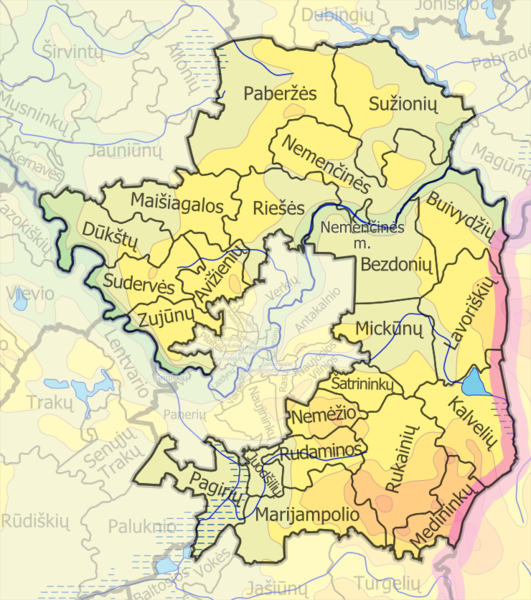
Gmina na mapie rejonu

Gmina Podbrzezie (lit. Paberžės seniūnija) – gmina w rejonie wileńskim okręgu wileńskiego na Litwie.
Ośrodek gminy – osiedle Podbrzezie (919 mieszkańców). Na terenie gminy jest 126 miejscowości, większe z nich: Glinciszki (549 mieszkańców), Anowil (574 mieszkańców), Wesołówka (295 mieszkańców).

## Powierzchnia terenu
20 900 ha, z nich 13 961 ha stanowią użytki rolne, 1676 ha – lasy, 5263 ha – to zbiorniki wodne oraz grunty o innym przeznaczeniu.

## Ludność
3670 osób.

## Skład etniczny (2011)
Według spisu z 2011 roku.
- Polacy – 60,6%
- Litwini – 20,4%
- Rosjanie – 13,2%

## Infrastruktura
3 urzędy pocztowe, 2 szkoły średnie, szkoła podstawowa, szkoła początkowa, 2 przedszkola, biblioteka, Dom Kultury, kościół, 2 cerkwie, cmentarz, punkt medyczny, ambulatorium, posterunek policji, posterunek straży pożarnej, 7 sklepów, 3 zagrody agroturystyczne, dworki w Glinciszkach, Anowilu, Pieruńcach, ok. 600-letni dąb w Glinciszkach, dwór i park w Wiżulanach,  rezerwat przyrody Alionis, rezerwat przyrody Verdeikiai.

## Przedsiębiorczość lokalna
Rolnictwo i leśnictwo, usługi świadczone dla mieszkańców.

## Miejscowości
W skład gminy wchodzi 105 wsi i 21 kolonii. Miejscowości w gminie Podbrzezie:
| - Adamejcie - Agrestowo - Anowil - Babaniszki - Baczule - Baranele - Baranie - Batryszki - Bejnaryszki - Bobrowszczyzna - Bołkuny - Brodziszki - Burkiła - Ciechanowo | - Czerwonka - Dawla - Dymsza - Dyrmejty - Gawejki - Giegużyszki - Girniszki - Girulszczyzna - Glinciszki - Gowkieliszki - Grodzie - Gudaniszki - Gudaniszki - Gudejki | - Gudomiedź - Haka - Hawryliszki - Jabłonówka - Jakubańce - Jankowszczyzna - Janówek - Jodańce - Kadaryszki - Kaźmierzowo - Koniuchy - Kowszadoła - Krowele - Królikiszki | - Kudry - Liczuny - Linkańce - Lutyka - Ławie - Łele - Makucie - Makuciuki - Malinowo - Mamokalnia - Margieliszki - Mariampol - Masaliszki - Medyna | - Miszkińce - Mitkuszki - Naksztyszki - Niewordy - Nugaryszki - Okmiana - Okmianka - Okmianka - Olchówka - Ołka - Oraliszki - Orliszki - Paciuny - Perwejniszki | - Pietrucie - Pietryszki - Pioruńce - Piotrowszczyzna - Podbrzesk - Podbrzezie - Podębie - Podjezierce - Podwaryszki - Podwiżulanka - Pograniszki - Pojaniszki - Pojunele - Porojście | - Powarpie - Pulima - Pustyłki - Rataliszki - Rogówka - Równopole - Różampol - Rudupie - Santoka - Sidabry - Sienkowszczyzna - Sklewście - Smaguryszki - Spiegle | - Sprejnie - Stalewszczyzna - Stanisławowo - Szapecie - Szarny - Szłuińszczyzna - Szrubiszki - Szulpiszki - Szunele - Śmilgi - Śmilginia - Tałejki - Tumańce - Warniszki | - Wesołówka - Wierśminie - Wilkiszki - Wilniszki - Witkowice - Wiżulany - Wiżuniszki - Wojtkuńce - Wybranciszki - Zajezierce - Żakiszki - Żegarynka - Żemojtele - Żylwiszki |  |

Zniesione miejscowości:
- Magazynek Okmiański
- Magazynek Wybranciski
- Mitrofanówka
- Rataliszki[f]